# Exposition des mineurs à la pornographie
Pour des articles plus généraux, voir Pornographie et Adolescence.
L’exposition des mineurs à la pornographie est un phénomène de société caractérisé par le visionnage par des enfants et adolescents de contenus en principe strictement réservés aux adultes. Il prend de l’ampleur depuis la démocratisation d'Internet et des smartphones. Son influence sur la sexualité et la construction de la personnalité soulève de nombreuses inquiétudes. Des dispositifs juridiques et techniques tentent d'entraver ces pratiques.

## État des lieux
La pornographie sur Internet est plus facilement accessible que sur support papier ou à la télévision, aussi bien d'un point de vue technique que financier, et moins bien régulée. Il est très difficile d'évaluer la prévalence du phénomène mais, d'après une méta-analyse publiée en 2020, le taux d'exposition involontaire des adolescents à la pornographie aux États-Unis varie entre 19 et 32 % et le taux d'exposition volontaire des jeunes de 10 à 17 ans se situait aux alentours de 34 %. Selon un sondage organisé par OpinionWay en France en 2018, un tiers des 18-30 ans a déjà été confronté à des contenus pornographiques à l'âge de 12 ans.
La consultation de contenus préjudiciables est souvent sous-estimée par les adultes. Selon une étude menée en 2011 auprès d'internautes de 25 pays de l'Union européenne âgés de 9 à 16 ans, 40 % de leurs parents ignoraient qu'ils avaient déjà vu des images pornographiques en ligne.
Une méta-analyse d'études effectuées entre 1995 et 2015 montre une grande disparité épidémiologique. Elle indique que les jeunes consommateurs de pornographie sont en majorité des garçons à un stade avancée de la puberté, en recherche de nouvelles sensations fortes, dans un cadre familial distendu ou dysfonctionnel. Outre la consultation d'un site, volontaire ou non, le visionnage peut résulter également de la réception d'un message pornographique (pratique du sexting). L'incidence du risque est à distinguer de l'incidence du préjudice : si la probabilité d'en recevoir augmente avec l'âge, le genre masculin et la recherche de sensations, la probabilité qu'il soit nuisible est plus importante chez les plus jeunes et les filles.
Les caractéristiques psychosociales, les modalités de l’usage d'Internet (dont le temps passé en ligne), la médiation parentale, le libéralisme culturel du pays sont autant de facteurs de risque. D'après une étude analysant des données européennes, le visionnage involontaire semble être équivalent selon les genres et les contextes culturels, à l’inverse du visionnage volontaire.
Une enquête européenne commanditée par le Conseil supérieur de l’audiovisuel en 2004 montre que 80 % des garçons de 14 à 18 ans et 45 % des filles du même âge ont vu au moins un film X dans l’année écoulée. Un rapport de l'Assemblée Nationale révèle qu'en 2005 les trois-quarts des garçons de 9 ans ont déjà vu ce type de contenu.
En 2024, l'agence française régulatrices des télécommunication (ARCOM) publie une enquête indiquant que chaque mois, approximativement 40 % des enfants vont sur des sites pornographiques.

## Perception et comportement

### Intégration d'un imaginaire sexiste
Le développement incomplet de l'enfant l’amène parfois à manque de recul sur la séparation entre la réalité et la fiction, ainsi qu'entre le désiré et le désirable. L'absence de recul sur les stéréotypes sexistes conduit à leur perpétuation. En effet, la pornographie ne va pas dans le sens de l'éducation sexuelle en raison de la faible part laissée à l'imagination, la dissociation de l'émotion et de la sexualité ; ainsi que de l’absence d'un discours de sensibilisation aux risques liés à la sexualité (violence et hygiène).
De manière générale, l'intégration des représentations de la pornographie en matière sexuelle chez les mineurs tend à la banaliser et à la normaliser, voire en faire un modèle. Elle augmente le risque de comportements déviants et entérine les stéréotypes de genre. Plus la consommation d'images pornographiques est précoce, plus elle est une source d'influence, et ce d'autant plus lorsqu'elle est la principale source d'informations des jeunes en matière de sexualité. L'hypersexualisation des petites filles est à mettre en relation avec cette omniprésence du corps érotisé dans l’espace médiatique.

### Incitation au passage à l'acte
Une série d'études transversales chez des 10-24 ans montre une forte corrélation entre le visionnage de contenus explicites sur les sites Internet ou par sexting et la pratique d'une activité sexuelle, y compris à risque (sans préservatif, avec ingestion de substances ou avec de multiples partenaires).
La consommation régulière de la pornographie semble associée chez les jeunes à des comportements sexuels plus permissifs, sans pour autant que cette relation soit très claire. La pornographie est parfois utilisée dans différentes formes de violence et de harcèlement sexuels. Les consommateurs sont plus fréquemment auteurs et/ou victimes d'agression sexuelle que la moyenne. La corrélation entre exposition à la pornographie et pratique d'une activité sexuelle, y compris contrainte comme les attouchements, semble plus forte dans le cas du sexting que dans celle du visionnage de sites explicites.
Les caractéristiques personnelles ont cependant un rôle important dans l’influence de la pornographie dans les comportements sexuels : un homme aura d'autant plus tendance à reproduire des scènes violentes qu'il manifeste une hostilité envers les femmes par exemple. L'interaction réciproque de l'environnement extérieur et de la construction de la personnalité expliquent cette variabilité.

## Risques psychologiques et psychopathologiques
La pornographie offre une première figuration de la sexualité aux jeunes ; cependant, en oblitérant la nature du fantasme et des aspects essentiels de la relation interpersonnelle, elle constitue un risque d'addiction pour les plus fragiles, en particulier en l’absence de discussions autour des sensations et des affects liés à ces images.
La pornographie véhicule une image de la sexualité et du corps valorisant la performance et un canon esthétique conventionnel. Elle tend à accroître les vulnérabilités des jeunes dans leur construction et leur estime personnelle, à favoriser un rapport obsessionnel à ses capacités et ses caractéristiques physiques et à renforcer une anxiété latente.

## Lutte et prévention

### Dispositifs juridiques et législatifs
Le cadre législatif de l’Union européenne ne dispose pas d'instruments juridiques contraignants en matière de contrôle de l'accès aux mineurs aux contenus qui leur sont préjudiciables, même s'il existe des recommandations et des programmes en ce sens. Les mesures diffèrent donc selon les États membres.

### Mesures techniques
Le système de vérification de l’âge des visiteurs d'un site web, lorsqu'il repose sur une déclaration sur l'honneur, s'avère inefficace en cas de démarche volontaire de l'internaute. Un contrôle de l’identité se heurte à l’enjeu de la protection des données personnelles, sensibles dans le domaine de la pornographie.
Les logiciels de contrôle parental filtrent le contenu accessible sur le web, en bloquant partiellement ou entièrement l'accès à un site identifié comme contenant de la pornographie. Ils se heurtent au risque d'un filtrage inadapté et l'absence de contrôle des courriels. En outre, ils supposent la prise de conscience et le volontarisme des parents.